# Флавий Целер
Флавий Целер (на латински: Flavius Celer; на гръцки: Κέλερ) е политик и генерал на Източната римска империя през началото на 6 век при император Анастасий I.
Произлиза от Илирия. Служи като magister officiorum през 503 и през 518 г. През 503 г. участва във войната против сасанидите. През 508 г. той е консул заедно с Василий Венанций.